# Terceiro Cerco de Gibraltar
O Terceiro Cerco a Gibraltar foi montado entre fevereiro e junho de 1333 por um exército berbere comandado pelo príncipe Abu Maleque do Império Merínida do Magrebe Ocidental (atual Marrocos). A cidade fortificada de Gibraltar estava nas mãos da Coroa de Castela desde 1309, quando foi confiscada do Reino Nacérida de Granada. O ataque a Gibraltar foi ordenado pelo sultão merínida recém-coroado Alboácem Ali, em resposta a um apelo do sultão nacérida Maomé IV. O início do cerco surpreendeu os castelhanos. Os estoques de alimentos em Gibraltar estavam fortemente esgotados na época devido ao roubo do governador da cidade, Vasco Peres de Meira, que havia saqueado o dinheiro que deveria ter sido gasto em alimentos à guarnição e para pagar a manutenção do castelo e as fortificações. Depois de mais de quatro meses de cerco e bombardeio por catapultas mouriscas, a guarnição e os habitantes da cidade foram reduzidos à quase fome e entregues a Abu Maleque.

## Início do cerco
Em 1309, as tropas castelhanas sob o comando de Fernando IV capturaram Gibraltar, então conhecida como Medinate Alfate (Cidade da Vitória), do Reino Nacérida de Granada, governado por muçulmanos. Suas fortificações foram reparadas e melhoradas pelos castelhanos. Em 1315, os granadinos tentaram retomar Gibraltar no breve e malsucedido Segundo Cerco de Gibraltar. A aliança entre os nacéridas de Granada e os merínidas do Magrebe foi suspensa após a perda de Gibraltar, mas a ascensão do sultão merínida Alboácem Ali ibne Otomão levou à renovação do pacto entre os dois Estados muçulmanos. Uma força de 7 000 homens sob o comando do filho de Alboácem, Abu Maleque, foi secretamente transportada através do estreito de Gibraltar para se encontrar com as forças de Maomé IV de Granada em Algeciras em fevereiro de 1333. Os castelhanos foram distraídos pelos coroação do rei Afonso XI e demoraram a responder à força de invasão, que foi capaz de sitiar Gibraltar antes que uma grande resposta pudesse ser organizada.
Gibraltar estava mal preparada para esta eventualidade. O seu governador, Vasco Peres de Meira, tinha saqueado os fundos atribuídos pela coroa para pagar a alimentação e a manutenção das defesas da vila, usando-os para comprar terras para si perto de Xerez. Também se apropriou indevidamente da própria comida, vendendo-a aos mouros, e manteve a guarnição sob força. O naufrágio de um navio de grãos na costa de Gibraltar, apenas oito dias antes do início do cerco, deu à guarnição um pequeno suprimento extra de comida, mas como os eventos iriam provar, não foi o suficiente. A cidade consistia em uma série de distritos individualmente fortificados que iam do estaleiro à beira-mar a um castelo a várias centenas de metros subindo a encosta do Rochedo de Gibraltar. No final de fevereiro, as forças de Abu Maleque capturaram o estaleiro e a área da rocha acima do castelo, onde instalou máquinas de cerco. As tentativas castelhanas de organizar uma força de socorro foram prejudicadas por ataques granadinos em suas fronteiras, com o objetivo de desviar a atenção castelhana. Além disso, as disputas políticas entre Afonso e seus vassalos atrasaram o levantamento de uma força terrestre para suspender o cerco. Embora Afonso tivesse uma força naval à sua disposição sob o comando do almirante Afonso Godofredo Tenório, os navios mouros que apoiavam o cerco foram posicionados perto da costa, onde era muito perigoso tentar um ataque.

## Conquista da cidade
Só em junho Afonso conseguiu colocar uma força de socorro em campo. Seus conselheiros mais graduados argumentaram contra a organização de uma expedição de socorro, alegando que isso significaria lutar contra Granada e Fez, que consideravam uma aventura muito arriscada. Após oito dias de discussões em Sevilha, Afonso conseguiu o que queria e persuadiu seu vassalo rebelde João Manuel, Príncipe de Vilhena, a apoiá-lo contra os mouros. Marchou com seu exército para Xerez, onde acamparam perto do rio Guadalete, a quatro dias de marcha de Gibraltar. Porém, já era tarde para os defensores.
A situação em Gibraltar era desesperadora em meados de junho. A comida havia acabado e os habitantes da cidade e a guarnição foram obrigados a comer seus próprios escudos, cintos e sapatos na tentativa de obter sustento com o couro com que eram feitos. O almirante Godofredo tentou atirar sacos de farinha na cidade atirando-os sobre os muros de catapultas montadas em navios, mas os mouros conseguiram expulsar os navios castelhanos. As próprias catapultas dos mouros haviam causado graves danos às defesas de Gibraltar e a guarnição enfraquecida não estava em condições de resistir mais.
Em 17 de junho de 1333, Vasco Peres rendeu Gibraltar após concordar com os termos com Abu Maleque. Foi relatado que estava acumulando alimentos em seus próprios depósitos, o suficiente para alimentar toda a população sitiada por cinco dias. Mantinha vários cativos mouros bem alimentados em sua própria casa com a aparente intenção de resgatá-los. Fugiu para o Norte da África para escapar da punição por seus fracassos; como escreveu o cronista do rei Afonso XI, "era seu dever entregar a fortaleza nas mãos de seu senhor, o rei, ou morrer em sua defesa". Não fez nada e foi condenado pelos castelhanos como traidor. Os outros defensores foram autorizados a partir com honra como um sinal de respeito por sua coragem em defender a cidade por tanto tempo. A queda de Gibraltar foi recebida com entusiasmo no Marrocos; o cronista mouro ibne Marzuque registrou que enquanto estudava em Tremecém, seu professor anunciou à classe: "Alegrai-vos, comunidade de fiéis, porque Deus teve a bondade de nos devolver Gibraltar!" De acordo com ibne Marzuque, os alunos exultantes explodiram em gritos de louvor, deram graças e derramaram lágrimas de alegria.